# Roland Gerebenits
Roland Gerebenits (sinh 7 tháng 5 năm 2000) là một tiền đạo bóng đá Slovakia hiện tại thi đấu cho Slovak Fortuna Liga câu lạc bộ MŠK Žilina.

## Sự nghiệp câu lạc bộ

### MŠK Žilina
Gerebenits ra mắt chuyên nghiệp cho MŠK Žilina trước FK Senica ngày 12 tháng 8 năm 2017.